# Sem Tob ibn Falaquera
Sem Tob ben Yosef ibn Falaquera  (hebreo: שם טוב בן יוסף אבן פלקירה) (1290—1225)  fue un filósofo, poeta y traductor hispano-hebreo. Entre sus obras se encuentran enciclopedias de filosofía griega y árabe, maqamas, poesías y comentarios filosóficos.
Su principal labor fue el fomento del estudio de la filosofía entre los judíos con el objetivo de mejorar la comprensión de su fe y apreciar la armonía entre la Torá y las verdades de la razón filosófica. La aportación de Falaquera fue, más que su pensamiento, la síntesis en sus escritos de gran parte de la doctrina judeo-arábiga de la época.